# Centropristis
Centropristis es una género de peces.

## Especies
- Centropristis fuscula Poey, 1861
- Centropristis ocyurus (D.S. Jordan & Evermann, 1887)
- Centropristis philadelphica (Linnaeus, 1758)
- Centropristis rufa Cuvier 1829
- Centropristis striata (Linnaeus 1758)